# Skvattramrost
Skvattramrost (Chrysomyxa ledi) är en svampart som först beskrevs av Alb. & Schwein., och fick sitt nu gällande namn av de Bary 1879. Skvattramrost är en rostsvamp som ingår i släktet Chrysomyxa och familjen Coleosporiaceae.   Inga underarter finns listade i Catalogue of Life.

## Ekologi
Skvattramrosten värdväxlar mellan gran och skvattram. Granens barr blir gula och faller senare av. Främst yngre granar drabbas.